# Mari Natsuki
Mari Natsuki, 夏木 マリ?, Natsuki Mari, pseudonimo di Junko Nakajima (中島 淳子?, Nakajima Junko) (Tokyo, 2 maggio 1952), è una cantante e attrice giapponese.
Nata a Tokyo, comincia a lavorare come cantante già in tenera età, specializzandosi nel Jazz. 
È apparsa completamente nuda nel film Hakkenden di Fukasaku Kinji nel 1983. Ha partecipato ad alcuni musical di Yukio Ninagawa e ha dato la voce al personaggio di Yubaba e Zuniba ne La città incantata di Hayao Miyazaki. Ha interpretato il ruolo di Endora nel mini drama Okusama wa majo (remake giapponese di Vita da strega) del 2004, e ha ottenuto la nomination alla Japanese Academy Award. Continua tuttora la sua carriera di musicista, come cantante dei Gibier du Mari.

## Filmografia parziale

### Attrice

#### Cinema
- Nippon bijo monogatari: onna no naka no onna, regia di Yûsuke Watanabe (1975)
- Kochira Katsushika-ku Kameari kôen mae hashutsujo, regia di Kazuhiko Yamaguchi (1977)
- Kiryûin Hanako no shôgai, regia di Hideo Gosha (1982)
- Satomi hakken-den, regia di Kinji Fukasaku (1983)
- Kita no hotaru, regia di Hideo Gosha (1984)
- Tosha 1/250 Byo Out of Focus, regia di Masato Harada (1985)
- Death Powder (Desu paudā), regia di Shigeru Izumiya (1986)
- Jittemai, regia di Hideo Gosha (1986)
- Otoko wa tsurai yo: Boku no ojisan, regia di Yōji Yamada (1989)
- Otoko wa tsurai yo: Torajiro no kyuujitsu, regia di Yōji Yamada (1990)
- Sutoroberi rodo, regia di Koreyoshi Kurahara (1991)
- 1995: The Hunted
- 1998: Samurai Fiction
- 2001: La città incantata
- 2001: Shōjo (or Shoujyo) ("An Adolescent")
- 2002: Pingu-Pongu
- 2004: Okusama wa majo
- 2006: Sugar and Spice
- 2006: Team Medical Dragon
- 2007: Sakuran
- 2007: First Kiss
- 2010: Natsu no koi wa nijiiro ni kagayaku
- 2012: Priceless (serie televisiva)
- 2013: Hidamari no kanojo
- Watashi danna o shea shiteta (わたし旦那をシェアしてた?) – serie TV (2019)

#### Televisione
- Satomi Hakkenden (里見八犬伝) – miniserie TV (1983)

#### Videogiochi
- Incredible Crisis (1999) (Mineko Fuji)
- Metal Gear Solid 4: Guns of the Patriots (2008) (EVA/Big Mama)
- Uncharted 3: L'inganno di Drake (2011) (Katherine Marlowe)

### Doppiatrice
- La gang del bosco (Over the Hedge), regia di Tim Johnson e Karey Kirkpatrick (2006)
- Oceania (Moana), regia di Ron Clements e John Musker (2016)
- L'isola dei cani (Isle of Dogs), regia di Wes Anderson (2018)